# (5666) Rabelais
(5666) Rabelais (1982 TP1) – planetoida z pasa głównego asteroid okrążająca Słońce w ciągu 3,92 lat w średniej odległości 2,48 j.a. Odkryta 14 października 1982 roku.